# Slag bij Campbell's Station
De Slag bij Campbell's Station vond plaats op 16 november 1863 in Knox County, Tennessee tijdens de Amerikaanse Burgeroorlog.
Begin november 1863 werd het korps van luitenant-generaal James Longstreet gedetacheerd van het Army of Tennessee die Chattanooga belegerde. Longstreets korps telde twee infanteriedivisies en 5.000 cavaleristen. Hij had de opdracht gekregen om de Noordelijke eenheden onder leiding van generaal-majoor Ambrose E. Burnside aan te vallen die in en rond Knoxville gelegerd waren. Om de Zuidelijke dreiging te weerstaan had Burnside eenheden vooruit gestuurd om Longstreet tegen te houden of op zijn minst te vertragen. Toen beide legers contact hadden gemaakt met elkaar, trok Burnside zich stelselmatig terug. Ze marcheerden via parallelle wegen. Zowel Longstreet als Burnside wilden als eerste in Campbell’s Station geraken. Daar bevond zich een strategisch kruispunt met wegen die naar Knoxville liepen. Burnside wilde er als eerste geraken om daarna veilig naar Knoxville te kunnen doormacheren. Longstreet hoopte de Noordelijke eenheden bij Campbell's Station tegen te houden.
Na een geforceerde mars bereikte generaal-majoor Ambrose E. Burnsides voorhoede als eerste, op een regenachtige 16e november, Campbell’s Station. De hoofdcolonne en bagagetrein bereikten Campbell’s Station rond de middag. Vijftien minuten later arriveerden de Zuidelijken. Longstreet probeerde via een tangbeweging beide vijandelijke flanken tegelijkertijd aan te vallen. De divisie van generaal-majoor Lafayette McLaws aanval was zo sterk dat de Noordelijken zich gedeeltelijk terugtrokken om hun linie te herformeren. De divisie van brigadegeneraal Micah Jenkins kon de Noordelijke linkerflank niet keren. Burnside liet zijn twee divisies een nieuwe slaglinie vormen een kilometer verder op een lage heuvelrug. De Zuidelijken lieten begaan. Zo slaagde Burnside erin om zich stelselmatig terug te trekken naar Knoxville. De Noordelijken verloren ongeveer 400 soldaten tegenover 570 Zuidelijken. Mocht Longstreet als eerste in Campbell’s Station gearriveerd zijn, zou de veldtocht er misschien volledig anders uitgezien hebben.